# Wheelmap.org
Wheelmap.org è una mappa online mondiale atta a trovare e segnalare i luoghi accessibili da disabili in Sedia a rotelle, sviluppata dall'organizzazione non a scopo di lucro tedesca Sozialhelden e.V.. Chiunque può trovare e aggiungere luoghi pubblici nella mappa e votarli con un sistema molto semplice e simile a un semaforo (verde, giallo, rosso). La mappa, che si basa su OpenStreetMap, è stata creata nel 2010 da un team dell'imprenditore sociale Raul Krauthausen per aiutare le persone in sedie a rotelle a pianificare le loro giornate in modo semplice. Anche coloro che spingono un passeggino o una carrozzina per bambini possono anche trarre vantaggio dalle informazioni contenute su Wheelmap. Attualmente la mappa conta più di 600.000 luoghi pubblici in tutto il mondo. Circa 300 luoghi vengono aggiunti ogni giorno. Wheelmap è disponibile sul sito ufficiale e con un'app per iOS, Android e Windows Phone.

## Contributo alla segnalazione
Chiunque può segnare su Wheelmap i punti di interesse (fermate del bus, ristoranti, cinema, musei, banche, uffici governativi, etc.) in base a quanto essi siano accessibili con le sedie a rotelle. Un semplice sistema a semaforo viene utilizzato per votare l'accessibilità alle sedie a rotelle del luogo: I marcatori sulla mappa cambiano di colore in base a questo sistema a semaforo:
| Verde: |

| Giallo: |

| Rosso: |

I luoghi che non sono stati votati in base all'accessibilità con sedia a rotelle sono segnati in grigio. Possono essere segnati velocemente e semplicemente da chiunque, senza che sia necessaria registrazione. Gli utenti registrati possono aggiungere foto o commenti con maggiori dettagli riguardo l'accessibilità con sedia a rotelle del luogo.
Weelmap.org si focalizza sulle informazioni di accessibilità rilevanti e non è limitata ai luoghi specifici per chi è in sedie a rotelle, come centri di terapia o bagni pubblici, includendo luoghi pubblici come bar, locali, teatri, e servizi pubblici di base, incluso il trasporto pubblico, uffici governativi e banche. Come Wikipedia, l'utente accede all'informazione e come chiunque altro può aiutare a far crescere lo strumento e a migliorarlo.

## Premi
- 2010 Premio INCA (Innovative and Creative Application)[4]
- 2011 Vodafone's Smart Accessibility Award[5]
- 2011 Werkstatt N - Premio del Consiglio di Sviluppo Sostenibile (Germania)[6]
- 2011 Come uno dei 365 Landmarks in the Land of Ideas (fondato dal governo della Germania e il BDI)[7][8]
- 2012 World Summit Award (sezione inclusione-mobile & responsabilità)[9]
- 2013 Zedler-Price per la libera conoscenza (Wikimedia Germania)
- 2014 Il primo Premio Europeo per l'imprenditoria sociale e la disabilità[10] (titolo Molto raccomandato dalla Giuria a Raul Krauthausen per il progetto Wheelmap.org)

## Curiosità
Nell'autunno del 2011 Wheelmap.org è stato oggetto di spot pubblicitari di Google Inc. per il browser Chrome, trasmessi dalla televisione tedesca.